# Lacroix-Barrez
Lacroix-Barrez – miejscowość i gmina we Francji, w regionie Oksytania, w departamencie Aveyron. W 2013 roku populacja gminy wynosiła 475 mieszkańców. Przez gminę przepływa rzeka Truyère. 

## Zabytki
Zabytki w miejscowości posiadające status monument historique:
- zamek Vallon (fr. Château de Valon)